# Sonia Chahal
Sonia Chahal (hindi सोनिया चहल; ur. 3 października 1997 r. w Dadri) – indyjska bokserka, srebrna medalistka mistrzostw świata. Występowała w kategoriach od 46 do 57 kg.

## Kariera
Przygodę z boksem zaczęła w 2011 roku.
Na mistrzostwach świata w Nowym Delhi w 2018 roku zdobyła srebrny medal w kategorii do 57 kg. W ćwierćfinale wygrała z Yeną Arias z Kolumbii, a z w półfinale pokonała na punkty Jo Son-hwa z Korei Północnej. W finałowej walce przegrała z Niemką Ornellą Wahner 1:4.